# Dendrocollybia racemosa
Dendrocollybia racemosa — вид грибів, що належить до монотипового роду Dendrocollybia.

## Спосіб життя
Росте на плодових тілах грибів Lactarius та Russula.

## Галерея

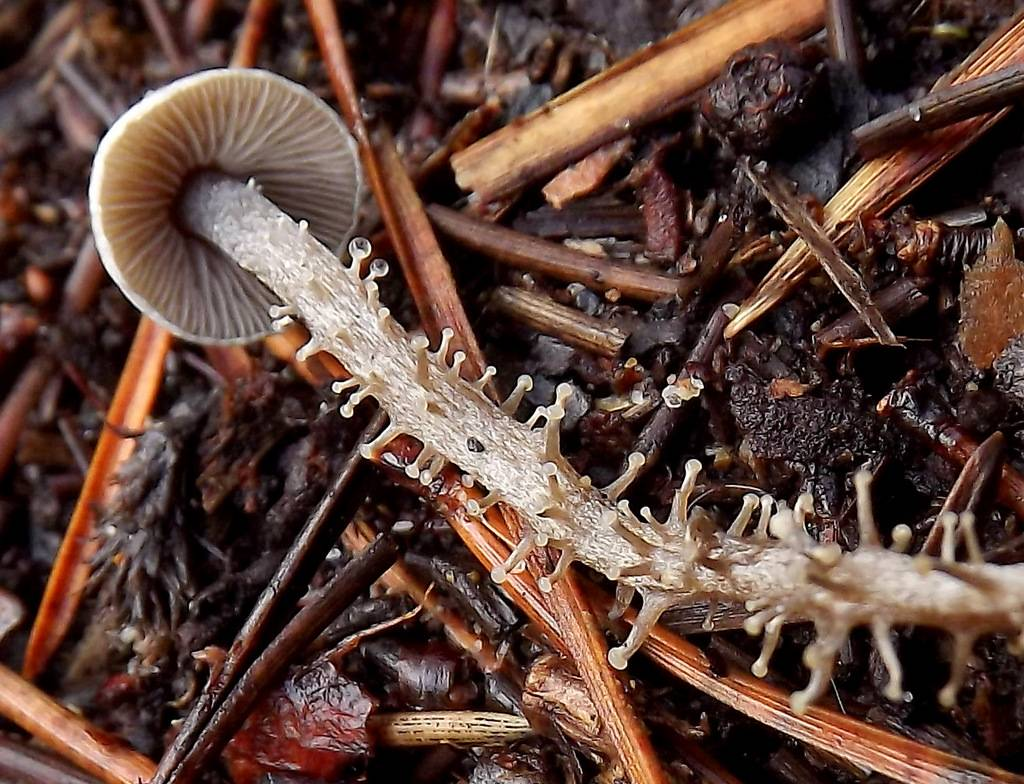
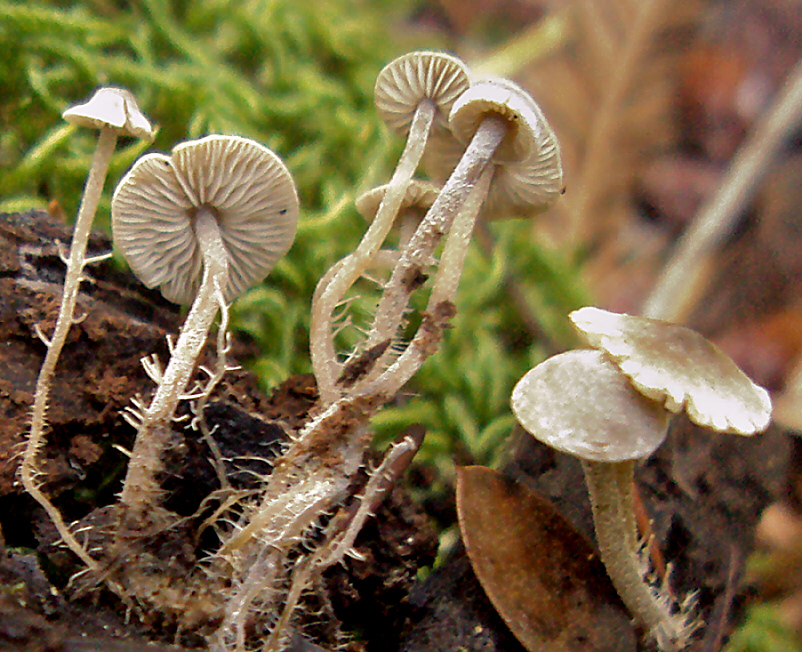
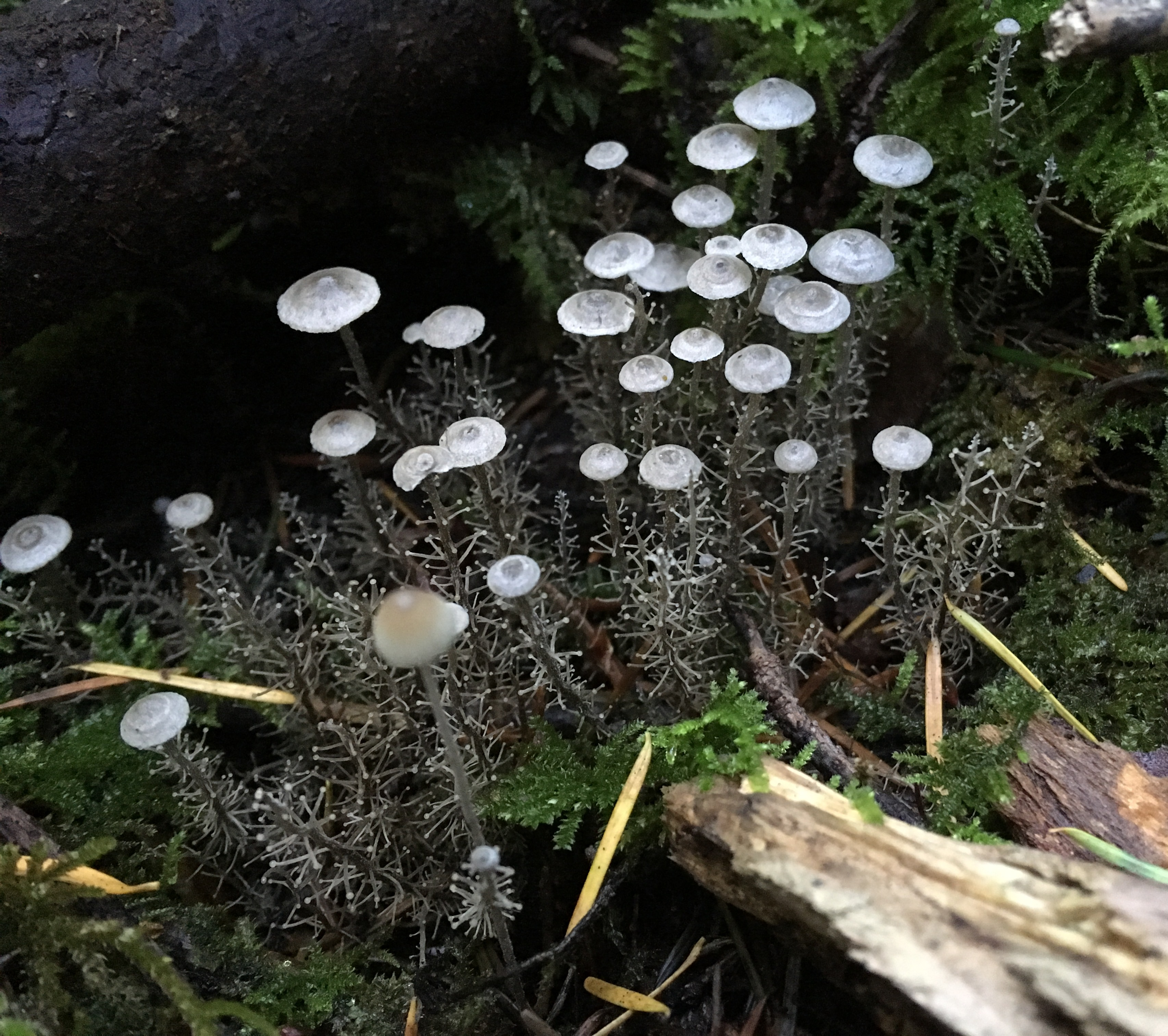
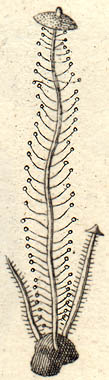